# Endrunde der Deutschen Mannschaftsmeisterschaft im Schach 1972
Die Endrunde der Deutschen Mannschaftsmeisterschaft im Schach 1972 fand vom 24. bis 26. November in Göttingen statt. Teilnahmeberechtigt waren der Bamberger Schachklub, die Hamburger Schachgesellschaft, der Heidelberger Schachklub und die Solinger Schachgesellschaft 1868, die Sieger von vier Qualifikationsturnieren zur Deutschen Mannschaftsmeisterschaft.

## Kreuztabelle der Mannschaften (Rangliste)
|   | Verein     | 1   | 2   | 3   | 4   | Punkte |
| - | ---------- | --- | --- | --- | --- | ------ |
| 1 | Solingen   |     | 5,0 | 6,0 | 7,0 | 18,0   |
| 2 | Bamberg    | 3,0 |     | 4,0 | 5,0 | 12,0   |
| 3 | Heidelberg | 2,0 | 4,0 |     | 4,0 | 10,0   |
| 4 | Hamburg    | 1,0 | 3,0 | 4,0 |     | 8,0    |

## Die Meistermannschaft
| 1.            | Schachgesellschaft Solingen |
| Schachfiguren | Lubomir Kavalek, Albéric O’Kelly de Galway, Heinz Lehmann, Hans-Joachim Hecht, Johannes Eising, Günter Capelan, Manfred Christoph, Ulrich Dresen, Mathias Gerusel, Heinz Friehoff, Christian Clemens, Karlheinz Bachmann. |